# Neolita
Neolita é um gênero de traça pertencente à família Arctiidae.